# Tang Kao-cu kínai császár
Kao Cu (566 – 635. június 25.) kínai császár 618-tól 626-ig, a Tang-dinasztia megalapítója.
Kao-cu kínai származásúnak vallotta magát, de családja rokonságban állt az észak-kínai nomád törzsekkel. A Szuj-dinasztia hivatalnokaként feladata a parasztlázadások leverése, és a török népek benyomulásának megakadályozása volt. Amikor a Szuj-dinasztia kezdett meggyöngülni, 617-ben – másodszülőtt fia, a későbbi Taj Cung javaslatára – Kao-cu maga robbantott ki lázadást. Hamarosan szövetségesei segítségével elfoglalta Kína fővárosát, Csangant, és 618-tól ő maga ült a császári trónra.
Rövid uralkodása alatt megreformálta az adórendszert és a pénzverést, fia pedig ez idő alatt megszabadított a trónkövetelőktől. 8 évnyi uralkodás után, 626-ban az öregedő Kao-cu lemondott fia, Li Shimin javára a trónról, és elvonultan halt meg 635-ben.

## Lásd még
- A Tang-dinasztia családfája

| Előző uralkodó: Jang Ju | Kínai császár 618 – 626 | Következő uralkodó: Taj Cung |